# Mira-Bhayandar

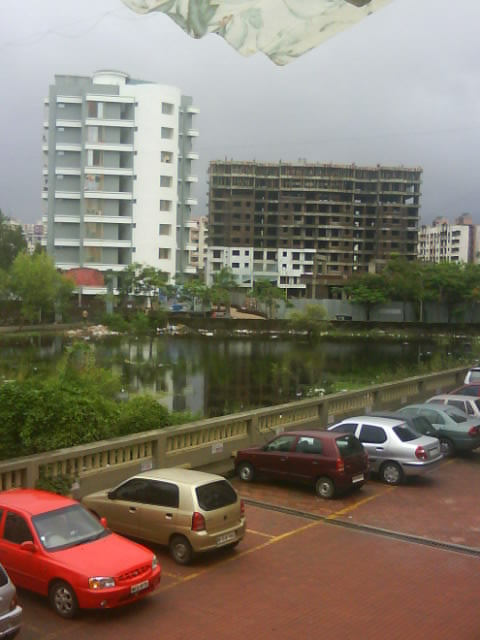
Bostadsområde under byggnad i Mira-Bhayandar, 2009.

Mira-Bhayandar (eller Mira-Bhayander) är en stad i delstaten Maharashtra i västra Indien, och är belägen i distriktet Thane, strax norr om Bombay. Befolkningen uppgick till 809 378 invånare vid folkräkningen 2011. Staden är belägen på Salsetteöns nordvästra del och ingår i Bombays storstadsområde.